# 개퍼 테이프

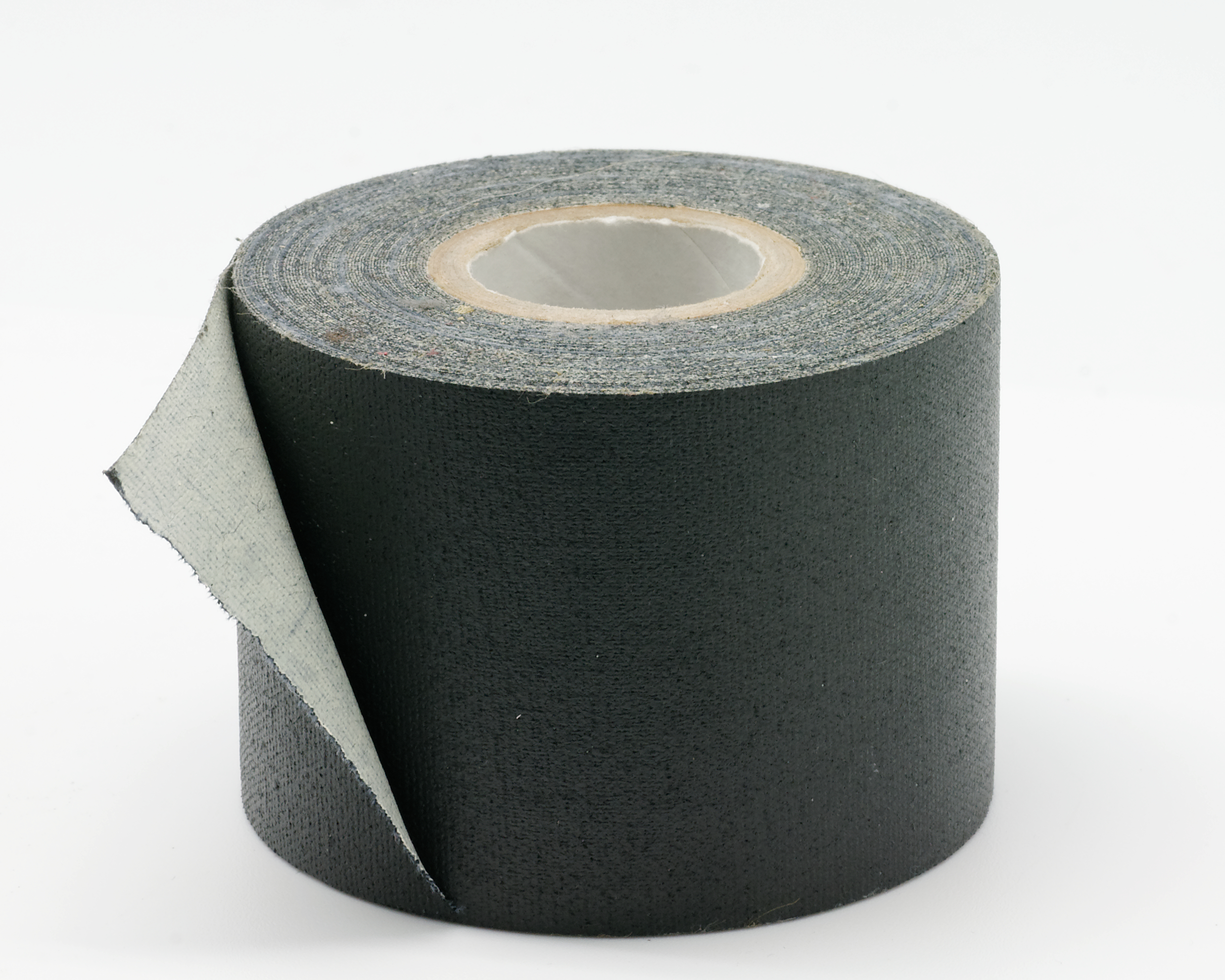
검정색 개퍼 테이프

개퍼 테이프(영어: Gaffer tape)는 강력한 접착력과 인장력을 지닌 두꺼운 면직물 접착 테이프다. 연극, 사진, 영화, 라디오, 텔레비전, 무대 작업에 널리 사용된다.
때때로 덕트 테이프와 혼동되기는 하지만 개퍼 테이프는 비닐이나 기타 플라스틱이 아닌 직물로 만들어진 뒷면과 열에 더 강하고 접착된 표면을 손상시키지 않고 더 쉽게 제거되는 접착제의 구성이 다르다.